# Jota Lyrae
Jota Lyrae (ι Lyrae, förkortat Jota Lyr, ι Lyr) som är stjärnans Bayerbeteckning, är en dubbelstjärna belägen i den mellersta delen av stjärnbilden Lyran. Den har en skenbar magnitud på +5,2 - 5,27 och är synlig för blotta ögat där ljusföroreningar ej förekommer. Baserat på parallaxmätning inom Hipparcosuppdraget på ca 3,6 mas, beräknas den befinna sig på ett avstånd av ca 900 ljusår (270 parsek) från solen.

## Egenskaper
Primärstjärnan Jota Lyrae A är en blå till vit underjättestjärna av spektralklass B6 IV. Den har en radie som är ca 5,6 gånger större än solens radie och utsänder från dess fotosfär ca 960 gånger mer energi än solen vid en effektiv temperatur på ca 11 700 K. Den har en okänd följeslagare separerad med 0,08 bågsekunder.
Jota Lyrae, eller 18 Lyrae, är en eruptiv variabel av Be-typ (BE). Den varierar mellan skenbar magnitud +5,20 och 5,27 med små och snabba variationer på i genomsnitt 0,072 dygn.